# Лишайники

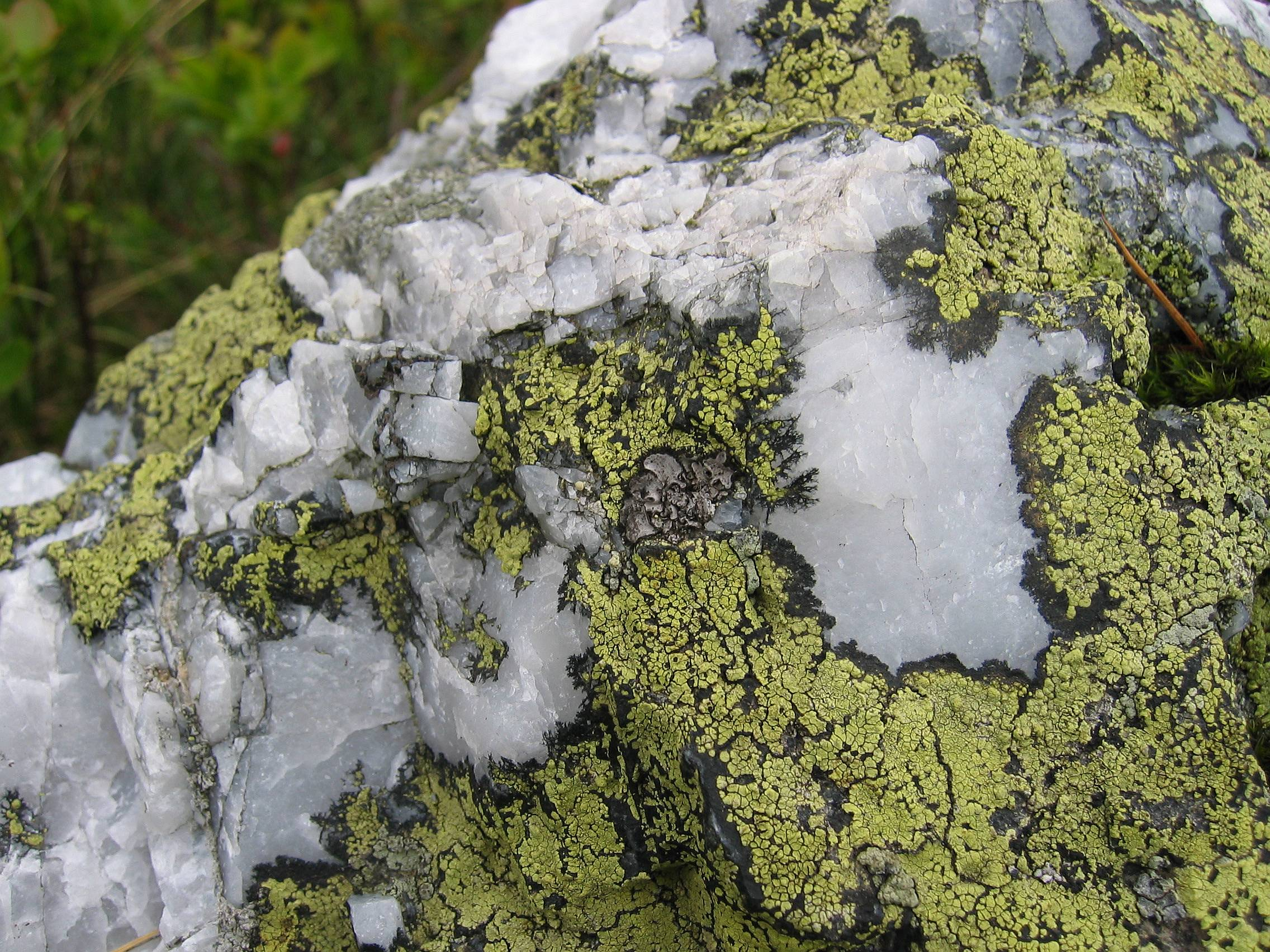
Накипний лишайник Rhizocarpon geographicum на кварці

Лиша́йники — організми, що з'явилися внаслідок симбіозу грибів із водоростями або ціанобактеріями. Гриб утворює основу тіла лишайника, а клітини водорості містяться всередині. Водорість здатна до фотосинтезу й постачає грибу поживні речовини, а він захищає її від несприятливих зовнішніх факторів.
Лишайники примітні невибагливістю до умов існування: вони переносять холод, спеку і майже повне висихання, але сильно потерпають від забруднення. Ростуть дуже повільно (часто менше міліметра за рік). Деякі з них живуть настільки довго, що входять до числа найстаріших живих організмів планети. Відомо біля 20 000 видів лишайників.

## Будова
Тіло лишайника складається з гіфів гриба (що утворюють його основу, зокрема зовнішні — коркові — шари) і водоростей. Грибний компонент лишайника називається мікобіонтом, а водоростевий — фікобіонтом.
Розрізняють такі форми тіла лишайників:
- кіркові, або накипні — мають вигляд накипу (тонкої кірки);
- листуваті — округлі пластини, що виростають до 5-6 сантиметрів;
- кущисті — стеблоподібна слань у вигляді кущиків, гриви (довжиною до 50 сантиметрів).

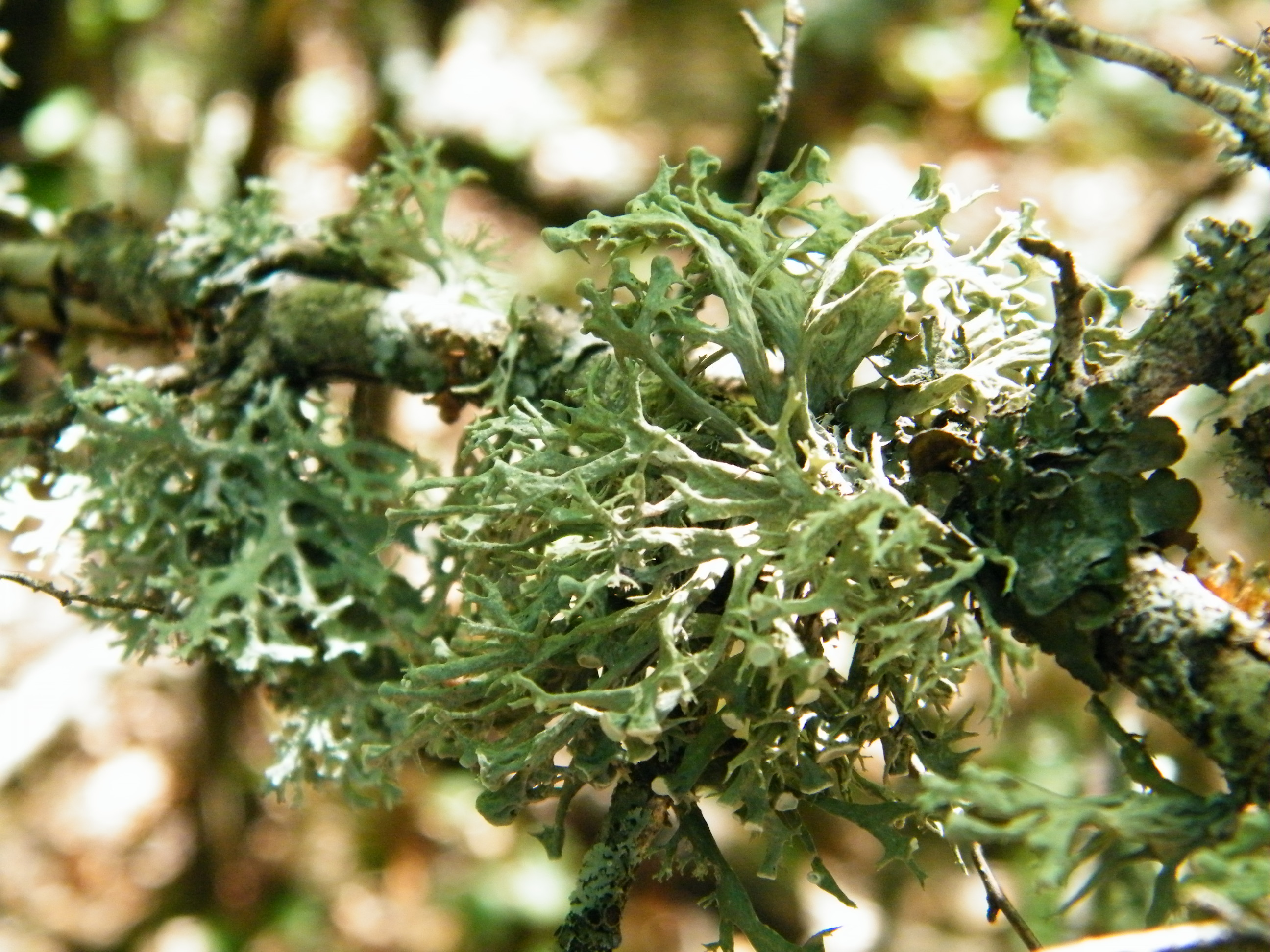
Кущистий лишайник «мох дубовий» (Evernia prunastri) в Ласпі

До субстрату (каміння, ґрунт, дерева) лишайники прикріплюються ризоїдами.
У лишайниках виявлено водорості та ціанобактерії приблизно 40 родів (25 — еукаріотичних водоростей, 15 — ціанобактерій); найчастіше трапляються Trebouxia, Trentepohlia та Nostoc. 90 % лишайників містять еукаріотичні водорості, 10 % — ціанобактерії. Трапляються як одноклітинні, так і нитчасті форми. Гриб може бути аскомікотовим або базидіомікотовим. У більшості випадків це аскомікотові гриби з класу леканороміцетів.
Водорості одного й того самого виду можуть вступати в симбіоз із грибами різних видів, а гриби одного й того самого виду — з водоростями різних видів. Водорості різних видів можуть траплятися навіть у межах одного і того самого талому.
Симбіоз може відбувати між трьома організмами — грибом, водорістю та одноклітинними базидіомікотовими дріжджами (Cyphobasidiales). Це показали дослідження різниці між Bryoria tortuosa  та Bryoria fremontii, що містять однакові види грибів та водоростей, проте розрізнюються кольором і токсичністю.

## Розмноження
Розмножуються вегетативно. Мають спеціальні утворення — соредії (з клітин водорості і гіфів гриба), що утворюються всередині слані, а виштовхуються з неї назовні, та ізидії — вирости верхньої кірочки слані. На відміну від соредій, ізидії відламуються разом зі шматочками лишайника.

## Особливості

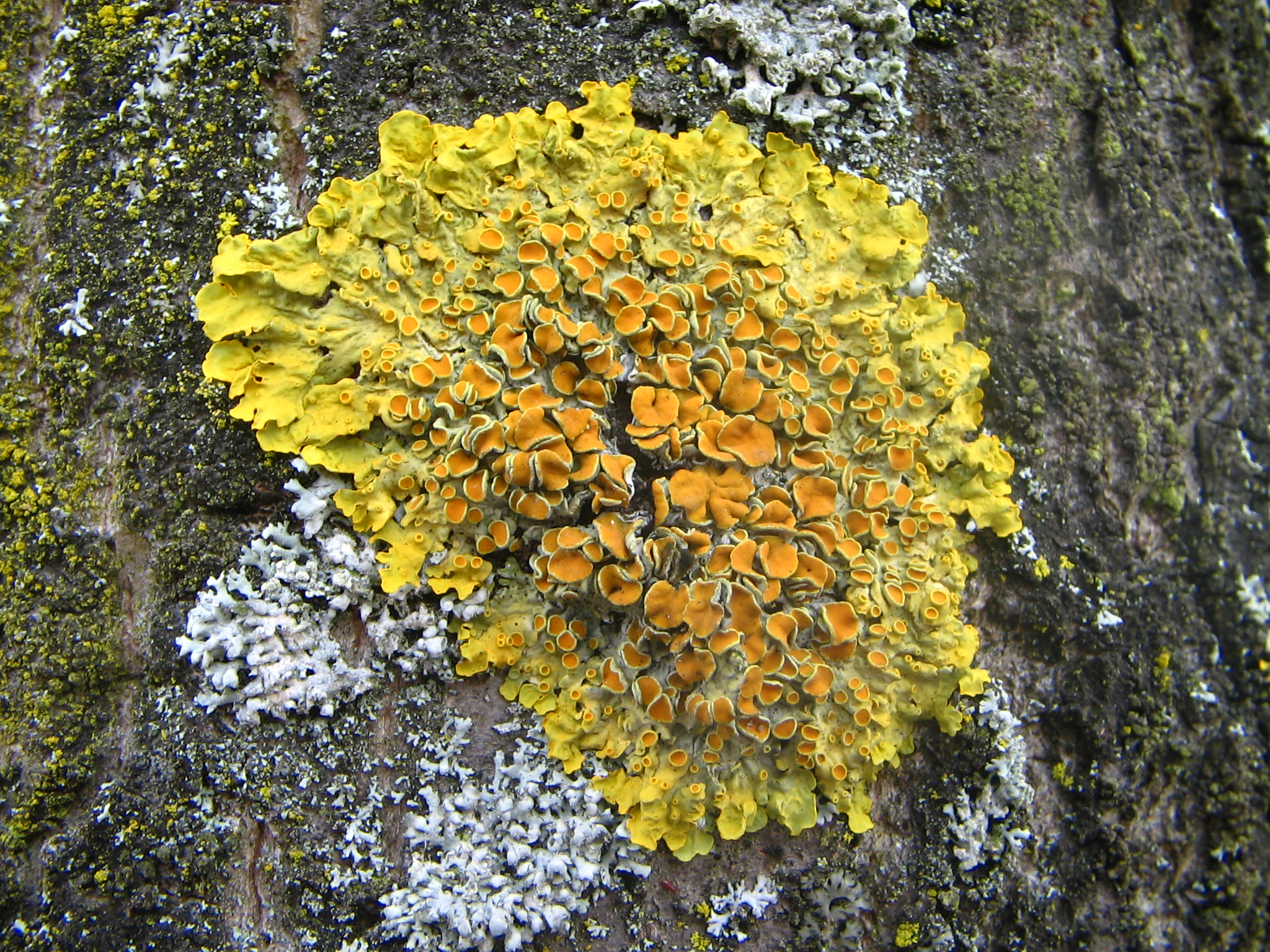
Листуватий лишайник Xanthoria parietina

Лишайники примітні високою стійкістю до несприятливих умов, особливо висихання, а також екстремальних значень температури та опромінення, в тому числі жорсткого. Дослідження на Міжнародній космічній станції показали, що лишайник виду Xanthoria elegans у більшості випадків виживає після півторарічного перебування у відкритому космосі.

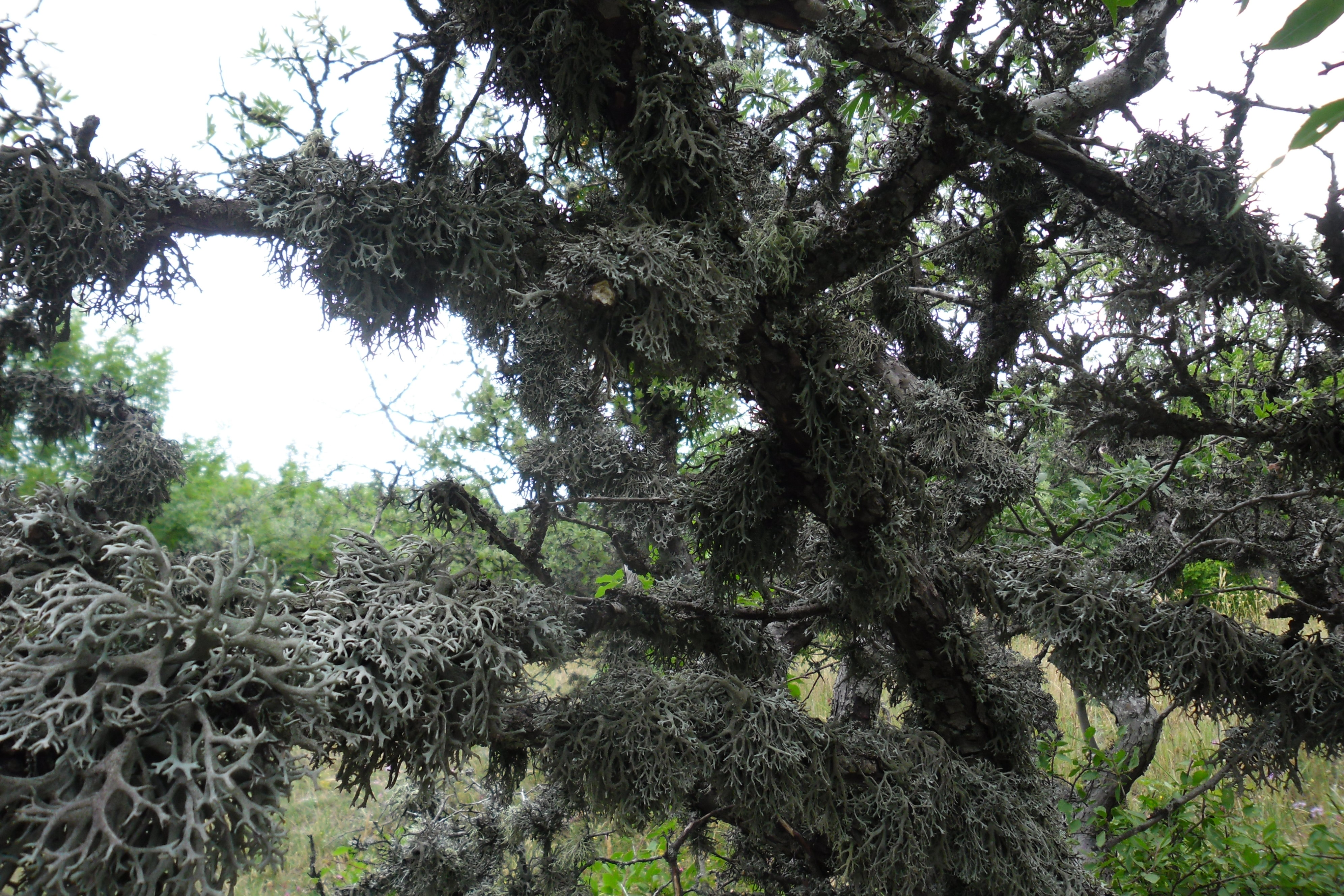
Лишайник на віттях кримських дерев.

Лишайники чутливі до забруднення. Деякі їх види зникають навіть при малому забрудненні повітря, і тому слугують біоіндикаторами.
Інша особливість лишайників — утворення лишайникових кислот, які відкладаються на поверхні гіф у вигляді кристалів, паличок, зерняток.

## Походження
Будова тіла та умови проживання лишайників не сприяють утворенню скам'янілостей, і в викопному стані вони трапляються рідко. Найдавніший надійно ідентифікований викопний лишайник (серед відомих станом на 1995 рік) знайдено в кременистому сланці ранньодевонського віку (близько 400 млн років). Інші знахідки приблизно такого ж віку — Spongiophyton — також були інтерпретовані як лишайник на основі морфології та ізотопного складу вуглецю, хоча останнє є сумнівним. Висувалося й припущення, що лишайниками були й організми едіакарської біоти, але воно було зустрінуте скептично. Можливу вказівку на симбіоз гриба і водорості знайдено в едіакарських скам'янілостях Південного Китаю; можливо, це був морський лишайник. І мікобіонти, і фікобіонти лишайників поліфілетичні; отже, різні групи лишайників виникли незалежно.

## Значення
Завдяки великій витривалості лишайники є першими організмами, що заселяють голе каміння. При цьому вони сприяють вивітрюванню гірських порід та ґрунтоутворенню. Лишайниково-рослинні угрупування з домінуванням лишайників вкривають 6 % земного суходолу. Лишайники нагромаджують біомасу і є кормом для тварин (ягель). Деякі є сировиною для хімічної та фармацевтичної промисловостей (евернія, цетрарія), їжею людини (цетрарія ісландська), парфумерії. Через дуже малу швидкість росту та високу чутливість до забруднення чимало лишайників потребують охорони.

## Галерея

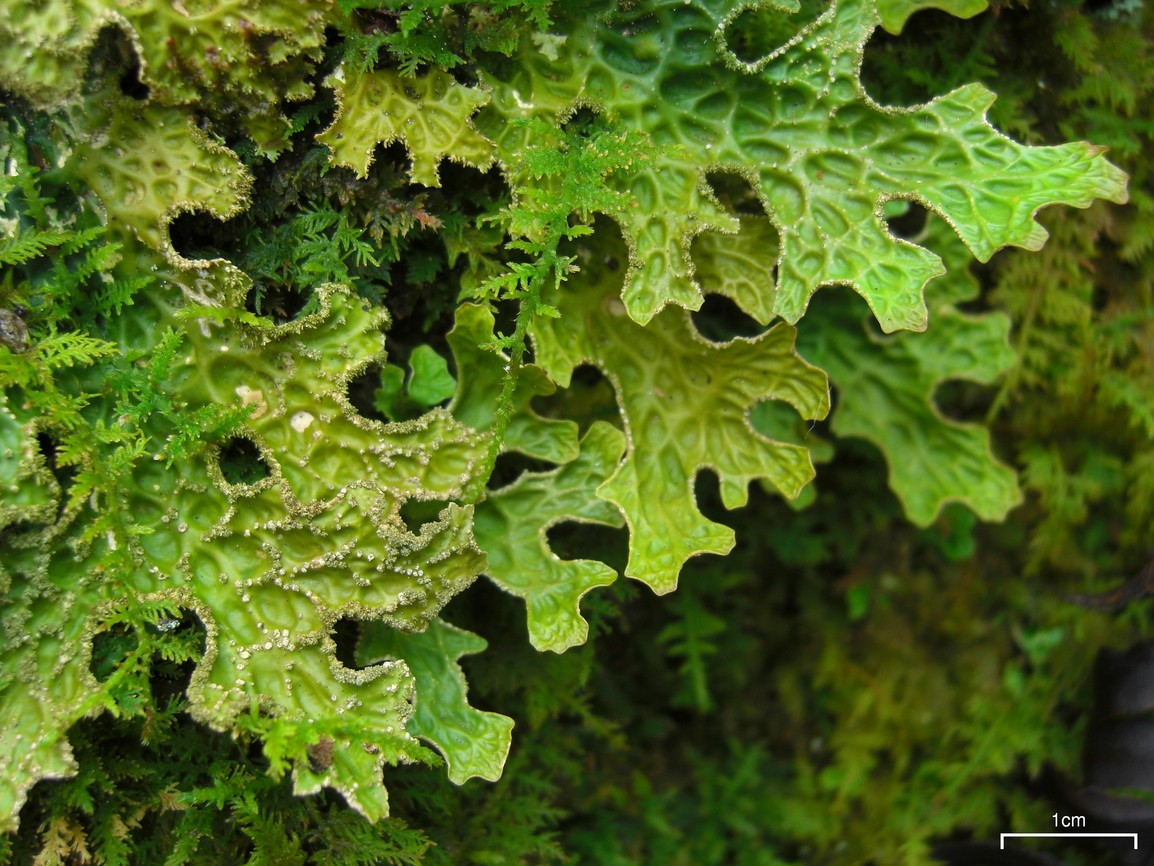
Lobaria pulmonaria
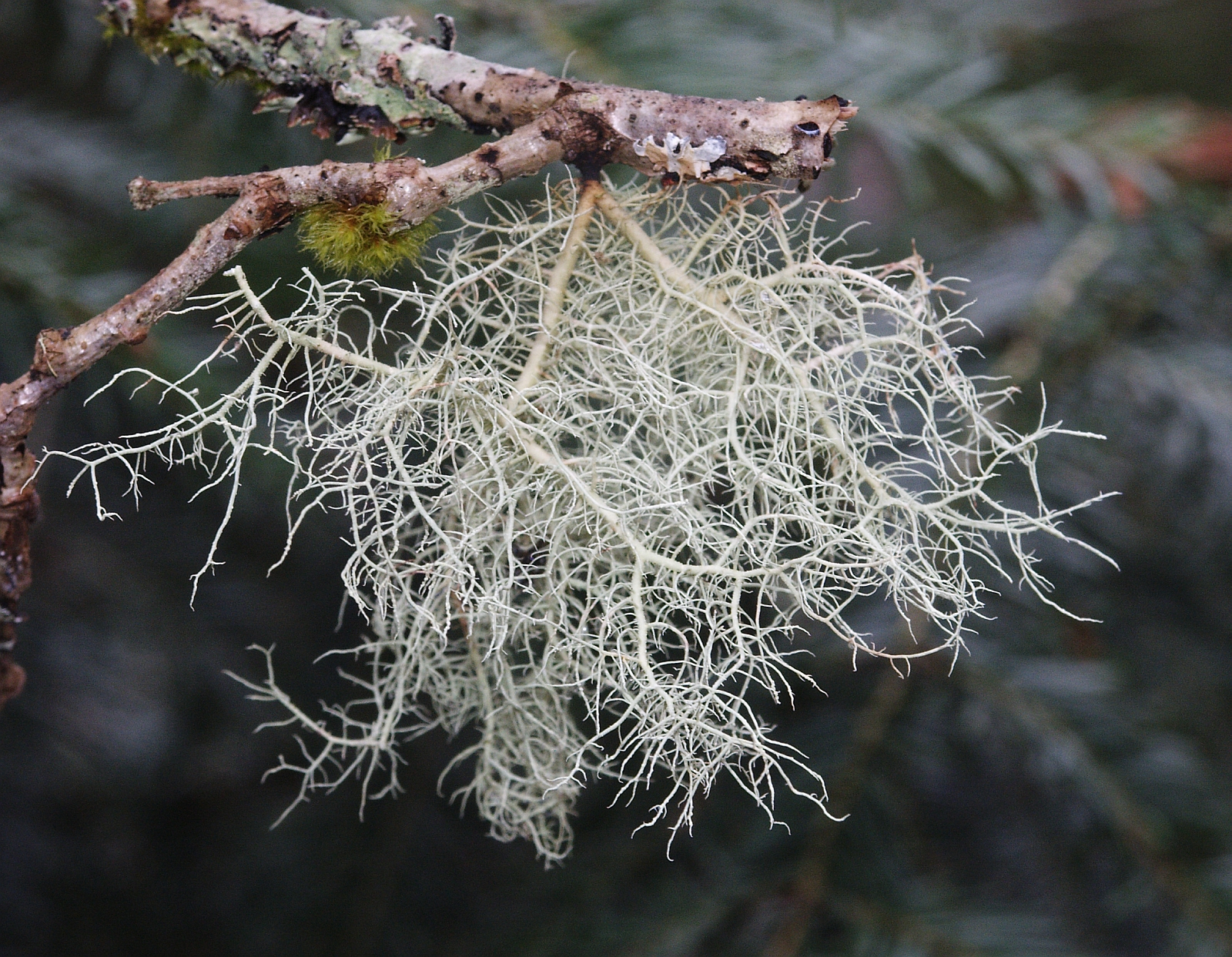
Usnea filipendula
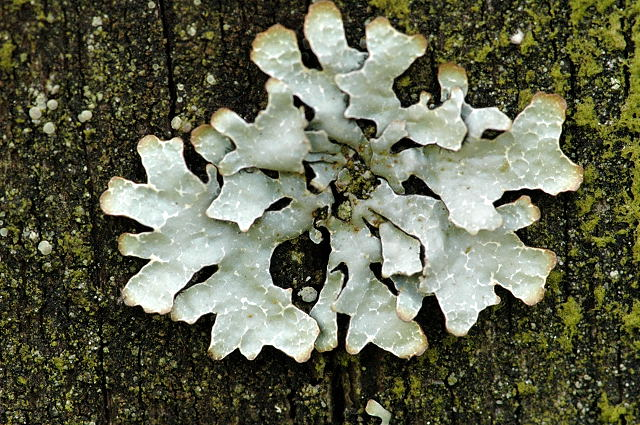
Parmelia sulcata
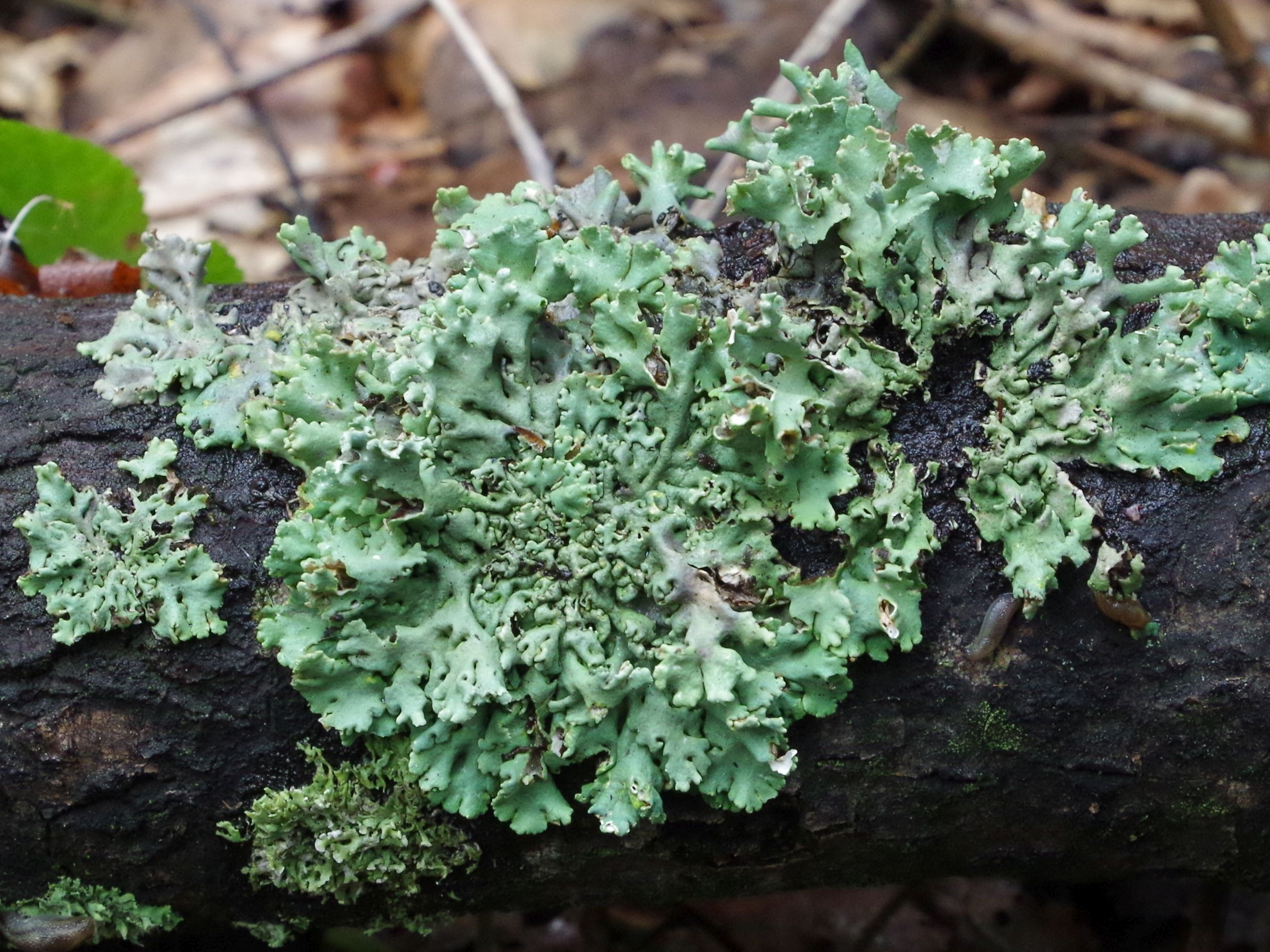
Hypogymnia physodes
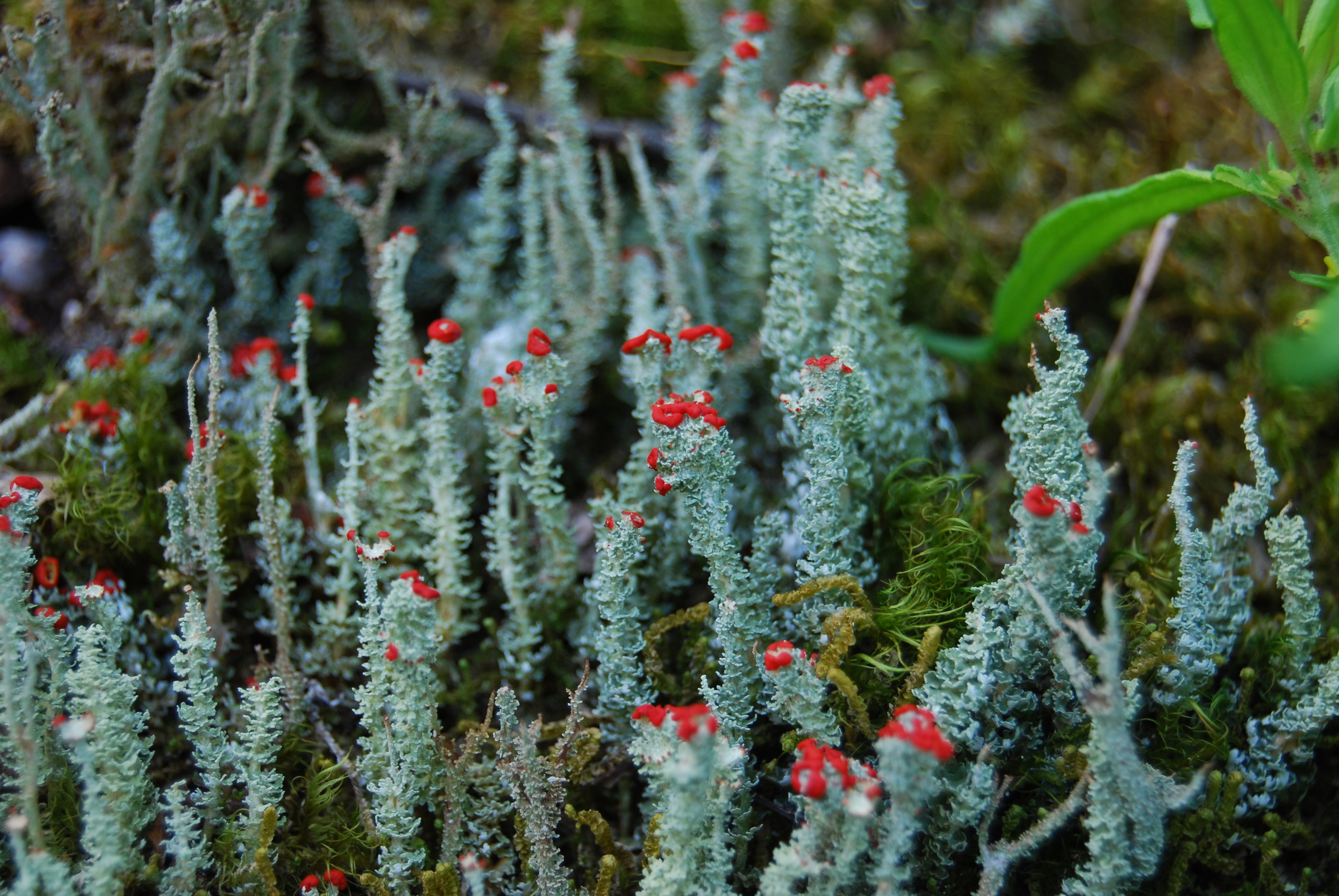
Cladonia floerkeana
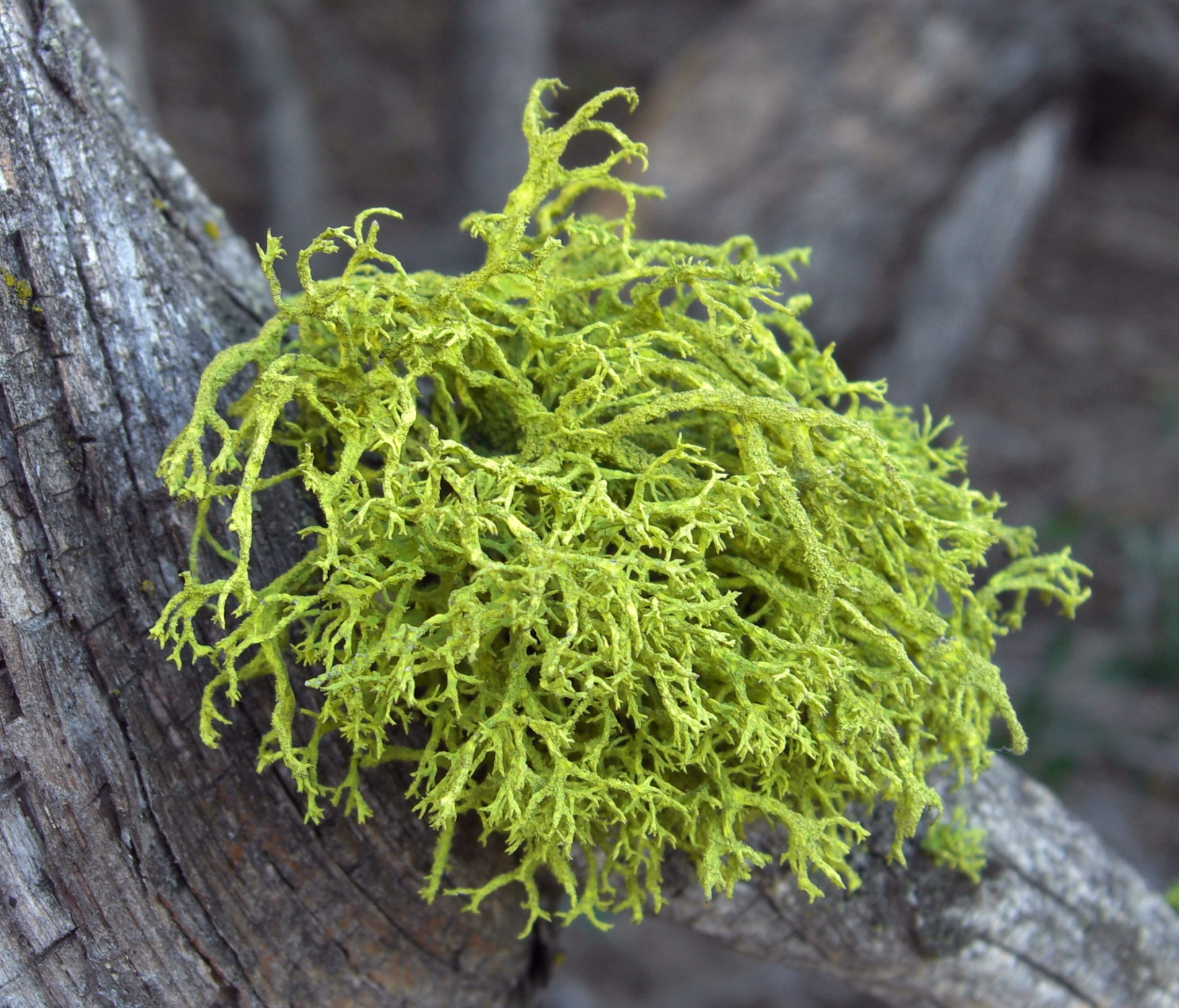
Letharia vulpina